# 鐵道情報
《鐵道情報》（Rail News）是台灣最早發行的非官方鐵道相關雜誌，由國立交通大學鐵道研究會於1989年創刊，目前由春臨臺灣文化事業坊出版發行，採雙月刊形式發行。

## 歷史
- 鐵道情報雜誌於1989年3月創刊，原先僅是國立交通大學鐵道研究會內部通訊刊物，形式相當簡陋，是以一張B4大小的紙張，用手寫或電腦打字後剪貼，再影印分送給會員。[3][4][5]
- 中華民國鐵道文化協會成立後，自第83期起的發行工作轉移給鐵道文化協會，並改成A4大小雜誌形式。第108期（1999年7－8月）出刊後曾短暫休刊，隔年7月（第109期）復刊。鐵道文化協會於2002年，將原先的1－82期原稿整理後，縮印為A4大小，發行復刻本。[6]
- 第187期起取得ISSN碼。原先以月刊形式發行[7]，但考慮到人力資源不足，於是改為雙月刊發行，而維持到現在。每期約100餘頁，由中華民國鐵道文化協會發行[8]；歷任總編輯為吳易翰、洪致文、賴德湘、鄧志忠、黃維崧、古庭維。[4][9][10]
- 第234期起改由總編輯古庭維所創辦的春臨臺灣文化事業坊發行。[11]

## 評價
- 《誠品好讀》評論《鐵道情報》為「台灣鐵道迷的核心必讀刊物」[12]。
- 2012年7月13日入圍第36屆金鼎獎雜誌類出版獎－最佳科普類雜誌獎[13]。

## 相關衍生書籍商品
- 由於取材關係，累積了大量資料、照片，近年會利用這些的照片發行月曆、桌曆，明信片；人力充足時，也會在臺鐵改點時，發行客運列車運行圖。

## 其他鐵道相關刊物
- 在2001年時人人出版股份有限公司曾出版《鐵道旅行》雜誌，以季刊形式發行，每年3、6、9、12月15日出刊。總編輯是蘇昭旭。但只出刊三年，發行十二期就於2004年「休刊」[14][15]停止發行至今。
- 半線鐵道文史工作室及南瀛鐵道文史工作室曾聯合出版《軌道》雜誌，以季刊發行，目前休刊。
- 台灣高鐵也發行《T PLUS》雜誌，為台灣高鐵提供搭乘旅客閱讀的雜誌，以「T」字母命名，傳達Taiwan、Transportation、Train、Travel、Touch、...等多元意涵。雜誌內容除介紹國內、外鐵路運輸發展外，另包括文學、電影、音樂、美食及旅遊等，與日常生活相關的題材[16]。
- 台鐵發行《靚道》雜誌，置於普悠瑪號、太魯閣號及自強號EMU3000列車每個座位的前方。

## 外部連結
- 鐵道情報官方網站 （页面存档备份，存于）
- 鐵道情報的Facebook專頁
- 鐵道情報各期索引 （页面存档备份，存于）
- 國立交通大學鐵道研究會的Facebook專頁
- 中華民國鐵道文化協會 （页面存档备份，存于）
- 春臨臺灣文化事業 KUtrain Workshop （页面存档备份，存于）